# Valerio Boserman
Valerio Boserman (Roma, Lacio, Italia, 19 de mayo de 1971) es un director de cine, guionista y productor ejecutivo italiano.

## Biografía
Fue ayudante de realización y dirección en Mediaset Italia hasta 1994. En 1995 dirige y realiza varios programas para Rete 4 (Mediaset). En 1996 se muda a España donde dirige varios programas de televisión y series de ficción, entre ellos Grand Prix y las series de sobremesa de Televisión Española.
En 2008 gana el premio a Mejor Cortometraje de Ficción en la vigésima edición de Festival Internacional de Cine de Viña del Mar (Chile). En 2015 con su segunda película, La final, gana el Festival de Cine y Comedia de Tarazona y Moncayo.
En 2016 es cofundador de The House of Formats, empresa que se dedica a la creación y venta internacional de derechos de formatos.

## Filmografía

### Series
- Derecho a soñar (La 1, director, 135 ep., 2017).
- Sombras (Webserie, director y guionista, 2011-2012).
- Dominica In - Così è la vita (Rai 1, 2011-2012).
- Sexo en Chueca.com (La Siete, director-realizador, 2010).
- Adolfo Suárez, el presidente (Antena 3, miniserie, productor ejecutivo, 2010).
- C.L.A. No somos ángeles (Antena 3, director, 35 ep., 2007).
- Obsesión (La 1, director, 160 ep., 2004-2005).
- Luna negra (La 1, director, 194 ep., 2003-2004).
- La verdad de Laura (La 1, director, 129 ep., 2001-2002).
- El secreto (La 1, director, 197 ep., 2000-2001).

### Cine
- La final (Director, guionista y coproductor, 2014-2015).
- Alicia (Corto, 2010-2012).
- Vlog (Director y escritor, 2008).
- La notte eterna del coniglio (Director, 2007).
- Un vuelco en el corazón (Corto, director y guionista, 2000).

### Televisión
- Gala Inocente, Inocente (La 1, realizador, 2023).

- Hit - la canción (La 1, realizador de exteriores, 2014-2015).
- Una boa aposta (RTP1, director-realizador, 2004).
- El show de los records (Antena 3, 2001-2002).
- Peque Prix (La 1, realizador, 39 ep., 1998-1999).
- Grand Prix (La 1, equipo de realización, 1996-2005; 2023- y director, 2004).
- 30 ore per la vita (Canale 5, director, 1996).
- Agenzia (Rete 4, director, 1996).
- Naturalmente bella (Rete 4, director, 1996).
- Medicine a confronto (Rete 4, director, 1996).
- TG5 (Asistente de realización y dirección, Canale 5).
- Scene da un matrimonio (Asistente de realización y dirección, 26 ep.).
- Arriva la cicogna (Asistente de realización y dirección, 12 ep.).
- Sgarbi quotidiani (Asistente de realización y dirección).
- Il palio di Siena (Asistente de realización y dirección).
- Speciale il Circo Orfei (Asistente de realización y dirección).
- Complotto di famiglia (Asistente de realización y dirección).
- Camara show (Asistente de realización y dirección).

## Premios y nominaciones
| Año  | Festival                                         | Película                | Resultado     |
| ---- | ------------------------------------------------ | ----------------------- | ------------- |
| 2015 | Festival de Cine y Comedia de Tarazona y Moncayo | La final                | Ganador       |
| 2008 | Festival Internacional de Cine de Viña del Mar   | Vlog                    | Ganador       |
| 2008 | Premios Madrid Imagen                            | Vlog                    | Tercer premio |
| 2000 | Festival de Cine de Madrid (Premio Ford)         | Un vuelco en el corazón | Ganador       |